# Viticoltura in Messico

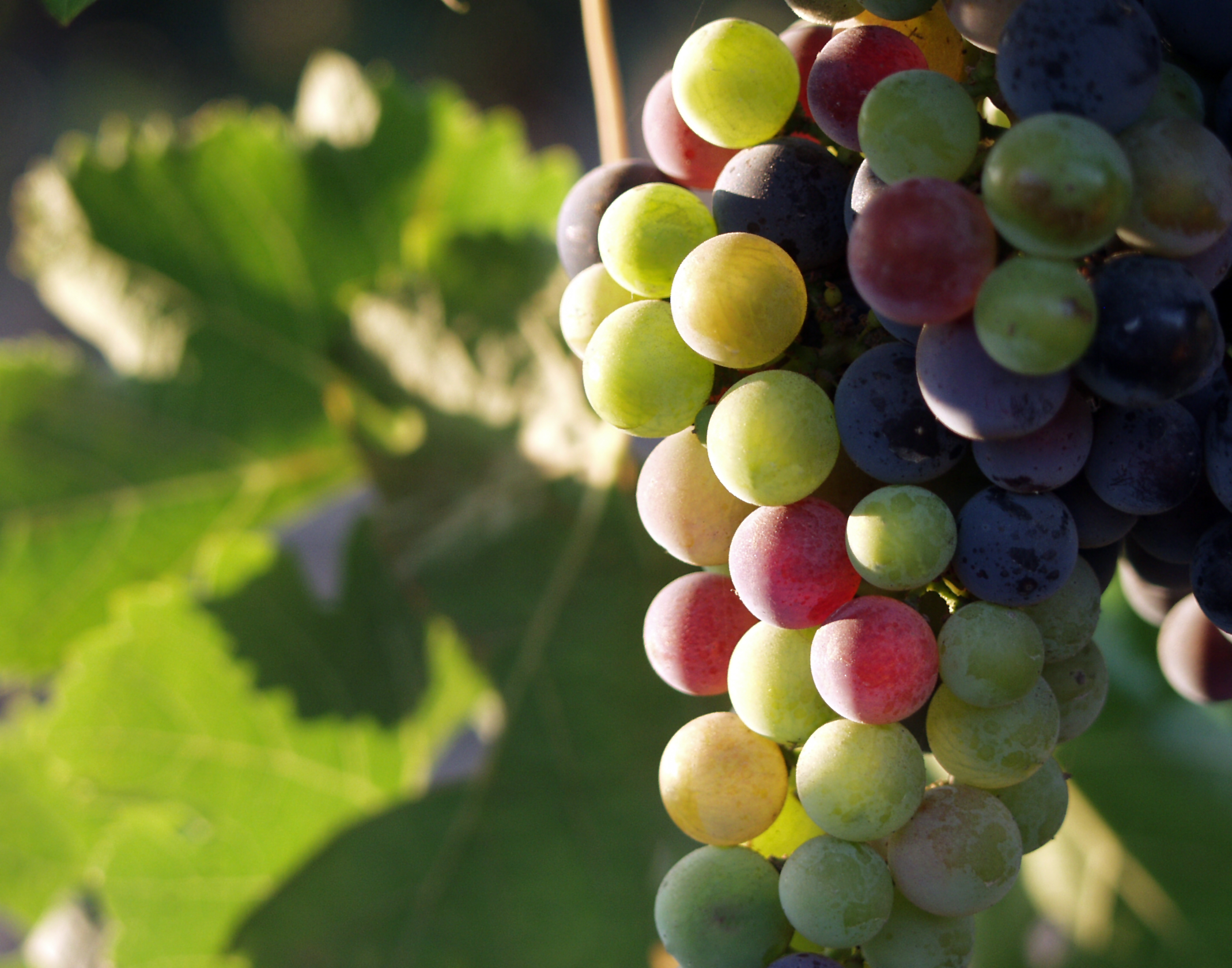
Uva durante la pigmentazione nella Valle de Guadalupe, Baja California.

La viticoltura in Messico e coltivazione di vigne in grandi estensioni di terra si realizza negli stati di Aguascalientes, Bassa California, Chihuahua, Coahuila, Nuevo León, Querétaro e Zacatecas, mentre la maggiore produzione si dà principalmente nella Valle de Guadalupe nella zona vinicola settentrionale.
Inoltre si coltivano vigne in alcuni municipi degli stati di Bassa California, Sonora, Bassa California del Sud, Durango, Chihuahua, Querétaro, San Luis Potosí, Guanajuato, Nuevo León, Hidalgo, Puebla e Campeche che il Ministero dell'Agricoltura SAGARPA ha registrato nel 2010 come coltivazioni di uva da tavola per consumo interno senza produzione vinicola.

## Storia

Vigneti a Ezequiel Montes, Querétaro.

Nel continente americano esistevano molte viti silvestri prima dell'arrivo degli europei. Nel caso del Messico vi erano varietà distinte che i popoli nativi consumavano nella loro dieta. Gli aztechi chiamavano il frutto dell'uva acacholli, i p'urhépecha lo conoscevano come seruráni, mentre gli otomi lo chiamarono obxi e i tarahumara lo dicevano úri. I popoli nomadi del nord furono i maggiori consumatori di uve silvestri e bevevano i loro succhi acidi, ma si ignora se i succhi subissero qualche tipo di processo di fermentazione.
Dopo la conquista di Tenochtitlán, i colonizzatori spagnoli trovarono viti silvestri sul suolo della Nuova Spagna come la Vitis rupestris, Vitis labrusca e la Vitis berlandieri. Hernán Cortés fu il principale promotore della coltivazione dell'uva: ordinò di portare dall'isola di Cuba semi e piante della Vitis vinifera proveniente dalla Spagna, essendo la Nuova Spagna il primo luogo dell'America continentale in cui si coltivarono vigneti e si produssero vini.
Il 20 marzo 1524 Hernán Cortés firmò un decreto con cui ordinava che tutti gli spagnoli titolari di concessioni di terre dovevano piantare annualmente mille vigne spagnole ed autoctone per ogni cento indigeni al loro servizio, al fine di favorire un'ibridazione rapida nelle nuove terre.
Le prime coltivazioni di vigne arrivarono a Huejotzingo e nei paraggi di Città del Messico, gli indigeni di questa regione lo chiamarono in lingua nahuatl xocomecatl, frutto del rampicante: questa nuova varietà di uva, che produceva un vino o una bevanda vinosa ubriacante, secondo fra Bernardino de Sahagún era chiamato tlapaloctli, vino che dipinge.
Nel 1531 Carlo V di Spagna ordinò che ogni vascello diretto alla Nuova Spagna portasse vigne ed olivi per la sua coltivazione. Dal porto di Acapulco uscivano navi piene di viti verso il vicereame del Perù per effetto dello stesso mandato reale, che rapidamente riuscì nell'effetto di diffondere l'uva spagnola nei territori dell'America del Sud.
Nel 1554 incominciò l'elaborazione di brodi con uve coltivate nella Nuova Spagna. A poco a poco si andò estendendo principalmente la coltivazione della vite verso altri territori della Nuova Spagna come Querétaro, Guanajuato e San Luis Potosí. Una delle zone di maggiore produzione fu nella pianura di Metztitlán: dopo avere pacificato gli indigeni di questa regione, i missionari agostiniani riuscirono a produrre grandi quantità di vino per consumo locale ed il resto inviarlo con carrette verso Città del Messico.
In mezzo ad un deserto in altura con gelate invernali circondato di sorgenti ed abbondanti vigne native, Francisco de Urdiñola, marchese di Aguayo nel 1593 fondò la cantina commerciale più antica del continente americano, gestendo la sua azienda vinicola di Santa María de las Parras, e nell'anno 1626 Lorenzo García inaugurò le cantine di San Lorenzo molto vicino alla prima cantina di Urdiñola.
Nel 1595 re Filippo II proibì la semina di nuovi vigneti nelle terre americane per una competenza sleale con i produttori della penisola iberica, perché gli ettari seminati erano maggiori che nella Spagna peninsulare. Questa legge generò scontento tra i produttori delle colonie americane, ma nonostante ciò la legge riuscì a ridurre solo la produzione, ma non il consumo.
Nella penisola della Bassa California, i missionari gesuiti portarono con sé tralci di vite per la sua coltivazione. La missione di San Francisco Javier fu gestita dal padre Juan Ugarte, che nel 1700 portò le vigne nella penisola della Bassa California e nel 1769 fra Ginepro Serra le portò da Loreto verso il nord della penisola ed anche verso l'Alta California la pianta della vitis vinifera per il consumo degli abitanti delle missioni californiane fondando la prima che fu quella di San Diego di Alcalá.
Alexander von Humboldt, lodò di passaggio i vigneti del Nord che nonostante il ribasso produzione vinicola che proliferò nel nord della Nuova Spagna. Durante la guerra d'indipendenza cessò la produzione vitivinicola e nel 1857 il clero perde potere davanti allo stato quando vengono espropriati i beni e le proprietà della Chiesa. Dopo la guerra continuò la coltivazione dei vigneti nel nord del Messico. I dazi si modificarono per proteggere un po' la produzione nazionale ma ridussero il consumo per le alte imposte alle importazioni di vini e liquori provenienti dall'Europa.
Durante il periodo della storia messicana noto come Porfiriato (1880-1910), la produzione di vino in Messico aumentò e si diffuse in altre regioni del paese. Nella zona della Bassa California nel 1904, gli immigrati russi noti come Molokans, un gruppo religioso pacifista in fuga dal servizio nell'esercito dello zar, acquistarono 40 ettari di terra e iniziarono a produrre uva da vino. Incoraggiarono altri a fare lo stesso, aiutando l'area ad acquisire una reputazione per la produzione di buon vino. Tuttavia, la vinificazione fu ostacolata dalla Rivoluzione messicana poiché molte terre furono abbandonate dai loro proprietari o distrutte dai ribelli.

## Consumazione del vino
Nonostante l'eredità spagnola del Messico, non è un paese che beve molto vino; birra e tequila sono molto più popolari del vino. Il consumo medio di vino pro capite è di soli due bicchieri all'anno.  Il governo messicano impone tasse del 40% a bottiglia, rendendo difficile competere con birra e tequila. Tuttavia, il consumo di vino in Messico è in crescita, con le importazioni di vino nel 2005 quasi quattro volte superiori rispetto a dieci anni prima. La maggior parte del vino viene consumata nelle principali città come Città del Messico, Monterrey, Guadalajara e Puebla, e si trova comunemente anche nelle zone turistiche, come Cancún e Cabo San Lucas.
La maggior parte del vino consumato in Messico viene importato dall'Europa, dal Cile, dall'Australia e dalla Nuova Zelanda, con circa il quaranta percento proveniente da aziende vinicole nazionali.

## Zone vinicole

Stati che producono uva da tavola (viola chiaro) e vino (viola scuro)

In Messico sono piantati circa 2.500 ettari di uva. Le principali uve da vino bianco includono chenin blanc, chardonnay, sauvignon blanc e viognier, mentre le uve rosse includono tutte e cinque le varietà di Bordeaux, più Grenache, tempranillo, dolcetto, syrah e petite sirah.
Nel marzo 2025, l'area vinicola di Querétaro ha ricevuto l'indicazione geografica "Indicación Geográfica Protegida" (Vinos de la Región Vitivinícola de Querétaro) dall'Istituto messicano della proprietà industriale. Questa è storicamente la prima regione messicana a ricevere questa protezione per i suoi vini.
Ci sono tre aree in Messico in cui vengono coltivate le uve da vino. L'area settentrionale comprende Baja California e Sonora; la zona di La Laguna si trova a Coahuila e Durango e la zona centrale è composta da Zacatecas, Aguascalientes e Querétaro. La maggior parte di queste aree ha un clima abbastanza caldo, che tende a rendere i vini messicani speziati, corposi e maturi; tuttavia, gli inverni umidi della Bassa California settentrionale, le estati calde e secche e le brezze marine consentono la produzione della maggior parte delle stesse varietà in California. La regione di La Laguna è la più antica area vinicola del Messico e si estende a cavallo tra gli stati di Coahuila e Durango, con uve che prosperano nella valle di Parras. Questa valle è un microclima nell'area desertica di questi stati a un'altitudine di 1.500 metri

## Festival del vino

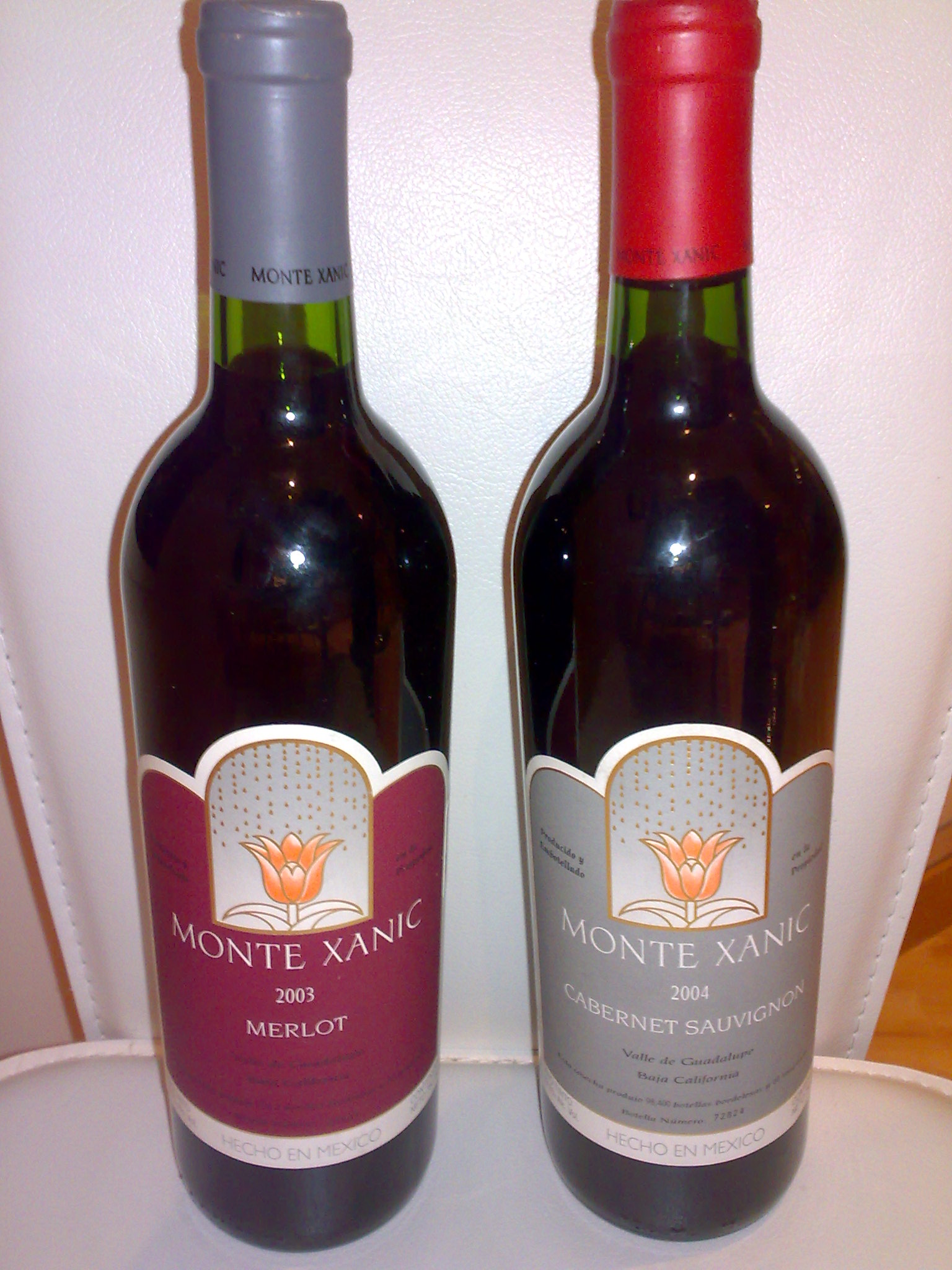
Bottiglie di Monte Xanic

L'enoturismo in Messico è incentrato sulla regione del Norte, sebbene esistano festival del vino nelle altre regioni produttrici di vino. La "Ruta del Vino" (Strada del Vino) collega le aree di produzione del vino del comune di Ensenada, come la Valle di Guadalupe, la Valle di Llano Colorado, la Valle di Santo Tomás e la Valle di San Vicente con la città portuale di Ensenada e le città di confine di Tijuana e Tecate. La Strada collega oltre cinquanta aziende vinicole, insieme a ristoranti di lusso, hotel, musei e altre attrazioni di questa parte dello stato della Bassa California. Il percorso è segnalato dai cartelli "Ruta del Vino" sulle strade e sulle autostrade per promuovere l'area per l'enoturismo, in particolare dal confine con gli Stati Uniti.
Un'altra grande attrazione turistica è la Fiesta de la Vendimia (Festa dell'annata), che si svolge a Ensenada e nella Valle di Guadalupe ogni anno ad agosto. I festival includono degustazioni e concorsi di vini, visite alle cantine, tornei di pesca, gare di cucina, cibo gourmet e concerti. Questi eventi sono sponsorizzati e/o organizzati dalle cantine della zona. Poiché l'evento si svolge in estate, le temperature pomeridiane possono aggirarsi intorno ai 38 °C.

## Vitigni

### Alloctoni

#### Bacca nera
- Barbera
- Cabernet Franc
- Cabernet Sauvignon
- Claret
- Grenache
- Merlot
- Misión
- Nebbiolo
- Petite Sirah
- Ruby Cabernet
- Tempranillo
- Zinfandel

#### Bacca bianca
- Chardonnay
- Chenin blanc
- Fumé Blanc
- French Colombard
- Sauvignon Blanc
- Semillion

## Vini
I vini messicani più importanti sono:
- L.A. Cetto Petite Sirah
- Monte Xanic
- Don Luis Cetto Terra
- L.A.Cetto Boutique Sangiovese
- L.A. Cetto Nebbiolo Reserva Privada
- Don Luis Viognier
- Casa Madero Chardonnay
- L.A. Cetto Nebbiolo Reserva Privada
- L.A.Cetto Boutique Sangiovese
- Casa Madero Shiraz
- Casa Madero Semillón
- Monte Xanic Chardonnay
- Monte Xanic Chenin-Colombard
- Monte Xanic Sauvignon Blanc
- L.A. Cetto Petite Syrah
- Casa Madero Chenin Blanc
- Chateau Camou Gran Vino Tinto
- Chateau Camou Gran Vino Tinto Merlot
- Chateau Domecq Cosecha Seleccionada
- Monte Xanic Cabernet Sauvignon-Merlot
- Monte Xanic Chardonnay
- Santo Tomás Único Cabernet-Merlot Gran Reserva
- L.A. Cetto Nebbiolo Reserva Privada
- Monte Xanic Chardonnay
- Viña de Liceaga Merlot Gran Reserva
- Viña Kristel Sauvignon Blanc
- Monte Xanic Chardonnay
- Monte Xanic Merlot
- Casa Madero Chenin Blanc
- Casa Madero Semillón
- Ojos Negros Syrah